# Agentes del misterio
Agentes del misterio (en hangul, 미스터리 수사단; en RR, Miseuteori Susadan), también conocido como Agents of Mystery o  Mystery Investigation Team es un programa de telerrealidad de variedades y misterio de Corea del Sur, que será emitido y distribuido por Netflix en 2024.

## Sinopsis
Un equipo de investigación dedicado a casos especiales que los departamentos habituales no pueden resolver, rastrean casos en sitios donde han sucedido cosas extrañas.

## Elenco
| Nombre       | Ocupación        |
| ------------ | ---------------- |
| Lee Yong Jin | Comediante       |
| Lee Eun Ji   | Comediante       |
| Lee Hye-ri   | Actriz, cantante |
| John Park    | Cantante         |
| Karina       | Cantante         |
| Kim Do-hoon  | Actor            |

## Temporadas
| Temporada | Temporada | Episodios | Episodios | Emisión original | Emisión original |
| Temporada | Temporada | Episodios | Episodios | Primera emisión  | Última emisión   |
| --------- | --------- | --------- | --------- | ---------------- | ---------------- |
|           | 2024      | TBA       | TBA       | TBA              | TBA              |

## Producción
El 22 de noviembre de 2023, Netflix confirmó la producción del nuevo programa de entretenimiento surcoreano, bajo el título provisorio de Mystery Investigation Team, informando que su dirección estaría a cargo de Jung Jong-yeon, conocido por dirigir el exitoso reality show The Devil's Plan de 2023. Este se trataría de un programa de aventuras y misterio, que contaría con la participación de los comediantes Lee Yong Jin y Lee Eun Ji, el cantante estadounidense de ascendencia surcoreana John Park, el actor Kim Do-hoon, la actriz y exmiembro de Girl's Day, Lee Hye-ri, y la miembro del grupo Aespa, Karina, en donde rastrean y resuelven casos extraños que no pueden explicarse científicamente.